# الرجل الصاعد
الرجل الصاعد (بالإنجليزية: The Ascent of Man)‏ هو مسلسل تلفزيوني وثائقي بريطاني من 13 جزءًا أنتجته بي بي سي وتلفزيون تايم لايف تم بثه لأول مرة في عام 1973. وقد كتبه وقدمه عالم الرياضيات البريطاني ومؤرخ العلوم جاكوب برونوفسكي، الذي قام أيضًا بتأليف كتاب مقتبس. تهدف إلى أن تكون سلسلة من الأفلام الوثائقية «الشخصية» على غرار سلسلة الحضارة لكينيث كلارك عام 1969، وقد نالت السلسلة إشادة لتحليل برونوفسكي المطلع للغاية ولكن البسيط ببلاغة، ومونولوجاته الطويلة والأنيقة، وجلسات التصوير الواسعة في الموقع. بدأ البث على بي بي سي تو في الساعة 9 مساءً يوم السبت 5 مايو 1973 وتم عرضه في الولايات المتحدة في 7 يناير 1975.